# HMS Dragon (D46)
El HMS Dragon (D46) fue un crucero ligero de la Royal Navy británica, de la clase Danae, activo entre 1918 y que fue cedido a la armada de Polonia en 1943.

## Historia
El Dragón es un navío que entró en servicio como el 5.º crucero ligero de combate en la fuerza de Harwich hasta 1919, partiendo en el escuadrón del Báltico ese mismo año y retornando a Inglaterra en enero de 1920. Entre 1920 y 1925, sirvió en la flota del Atlántico como primer crucero ligero de combate de la armada imperial. Seguidamente fue enviado al Mediterráneo en febrero de 1926 en el 1.º escuadrón de cruceros donde estuvo hasta 1928, siendo usado en China en octubre de 1926.
Retornó a Chatham el 19 de diciembre de 1928 donde fue reformado. Después, fue encomendado el 19 de marzo de 1930 en estaciones navales de América y las Indias Orientales, pasando a la reserva el 16 de julio de 1937.
En septiembre de 1939, fue enviado al 7.º escuadrón de cruceros la flota nacional, entonces, en el Mediterráneo y paso al 3.º escuadrón de marzo de 1940. Sirvió en el comando del Atlántico sur, llegando a capturar el mercante "Touareg" de Francia ocupada cerca del Congo en agosto de 1940. Durante la operación de Dakar, en marzo de 1940, fue atacado por el submarino francés "Persee" sin consecuencias. A finales del año fue usado para patrullas en océano Atlántico desde el Santa Helena durante la campaña contra el Admiral Scheer.

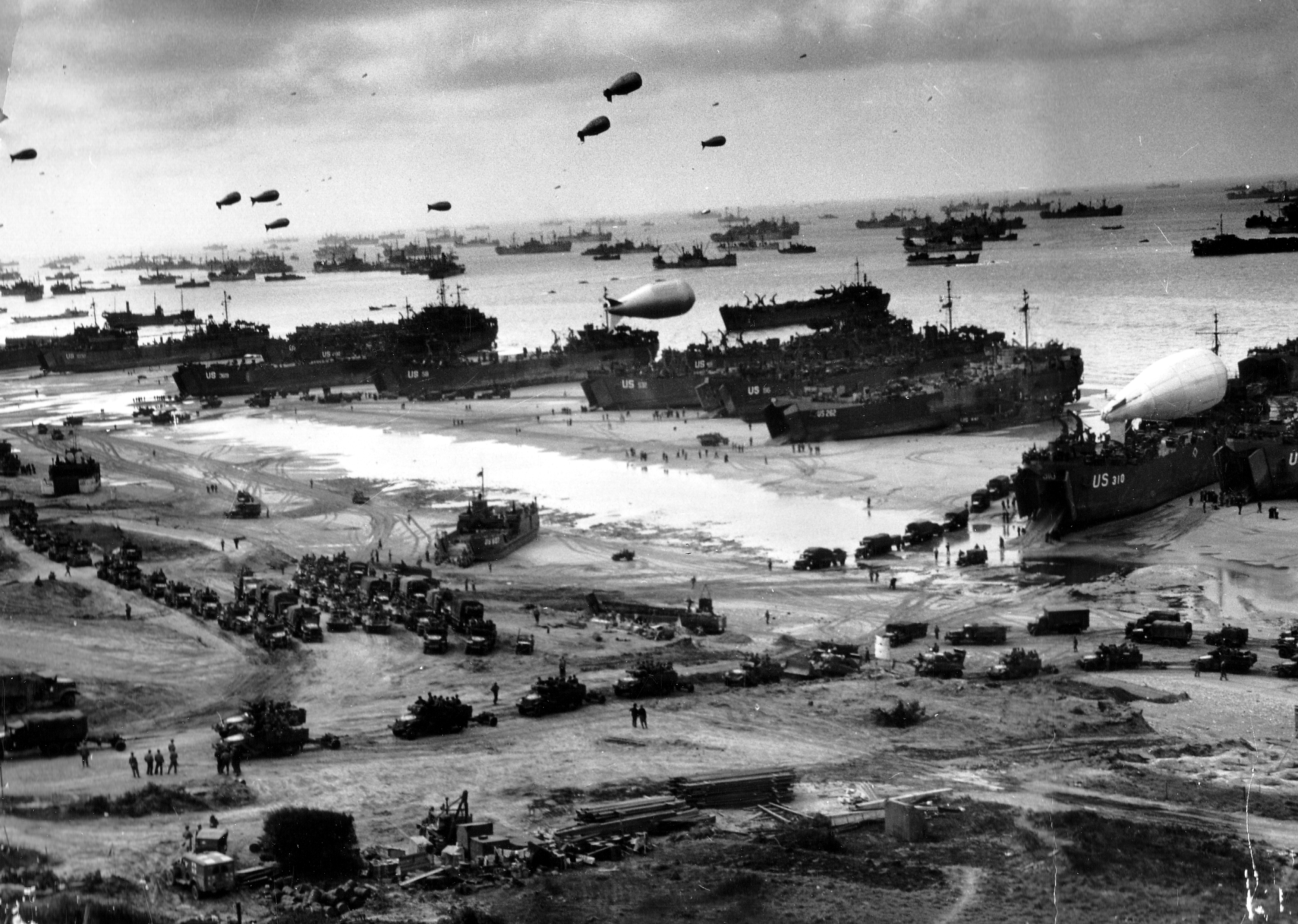
Batalla de Normandía

Enviado de nuevo a las Indias Orientales en 1941 y a Singapur en diciembre, realizando servicios de escolta para la flota china desde principios del 1942 hasta febrero. Después, usado como carguero para Batavia hasta finales de febrero. Fue reflotado para Colombo y unido a la flota Oriental, donde recibió pequeños ataques de barcos menores. Después retorno a casa donde se unió al 10.º escuadrón de cruceros de la flota nacional hasta su baja en diciembre de 1942. Fue prestado a los polacos sin cambiar el nombre y participó en la campaña de Normandía como unidad de la fuerza B en soporte de la playa Sword. Pero el 8 de julio recibió severos daños por parte de pequeñas unidades de combate. Se le dio por perdido el 11 de julio, siendo usado sus restos como escudo de defensa en el puerto durante la invasión.

## Buques de su clase
- HMS Danae
- HMS Dauntless
- HMS Delhi
- HMS Despatch
- HMS Diomede
- HMS Dunedin
- HMS Durban

- Datos: Q187781
- Multimedia: HMS Dragon (D46) / Q187781